# Gymnanthelius tunicus
Gymnanthelius tunicus är en skalbaggsart som beskrevs av Perkins 2004. Gymnanthelius tunicus ingår i släktet Gymnanthelius och familjen vattenbrynsbaggar. Inga underarter finns listade i Catalogue of Life.